# 驚恐迴廊
《驚恐迴廊》（英語：Shock Corridor）是一部1963年由山繆·富勒编導的劇情片。有關一個記者為了查明一單謀殺案而把自己送進精神病院的故事。本片本來是富勒在四十年代後期為弗里茨·朗所寫的劇本《拘束衣》，但兩人最終因為無法在角色設定上達成共識而改由富勒自己執導。
1996年，《驚恐迴廊》因為其「文化上、歷史上和美學上的顯著價值」而被美国国会图书馆列入國家影片登記表下受到保護。

## 劇情
记者约翰尼·巴雷特 ( 彼得·布雷克飾 ) 為了能夠得到普利茲奖，決定把自己送進一間精神病院去調查一單未解的謀殺案。他找了一位精神病学家去訓練他如何表現得像個疯子，為自己準備了一個意圖與自己妹妹乱伦的故事，並說服了他的脫衣舞孃女友 ( 康斯坦絲·托爾斯飾 )去扮演這個「妹妹」。他的計劃成功把他混進了精神病院，但在見證過院內的實際環境後，他開始對這個計劃有所懷疑。
為了解決這單謀殺案，巴雷特要找到三位分別因為戰爭、種族歧視、對核戰爭的恐懼而被迫瘋的案發目擊者：
- 第一位目擊者斯图尔特，在一個充滿偏见和仇恨的南部佃农家庭中長大，這樣的成長環境令他變得痛恨自己的國家。他在韓战中被抓為戰俘，並被洗脑成一名共产主义者，在戰俘營中被安排為其他戰俘洗腦，但戰俘們坚定的爱国情懷反而感化了斯图尔特。斯图尔特的劫持者最終認為他疯了，用他和美方交换了人質。回國后，他被不榮耀退役，並被公开斥责为叛徒。他现在幻想自己是內戰時期美利堅邦聯的J·E·B·斯图尔特少將。
- 第二位目擊者特倫特，是第一批入讀南部大学的黑人學生之一。在經過多年被歧視的生活後，他現在幻想自己是三K党的成員，并經常在院友之間宣揚白人至上主義。
- 第三位目擊者博登，曾經是个原子物理学家。但對核武和洲際導彈的理解和恐懼把他的心智退化到一个六岁小孩的水平。

在一場特倫特發起的医院暴动後，巴雷特被穿上了拘束衣和受到了電击治疗，並开始經歷包括以為他的女友真的是他的妹妹在內的一系列症状，他甚至忘記了博登告訴他的兇手名字。最終在一次精神崩潰後，他想起了兇手的身份，並在眾人面前令他承認了自己的罪行。巴雷特雖然在出院後完成了謀殺案的報導，但在精神病院裡的經歷和治療最終還是把他弄瘋了。電影最後以歐里庇得斯的一句話作結尾：「上帝要誰灭亡，必先令其疯狂。」

## 演員
- 彼得·布雷克（英语：Peter Breck） 飾 约翰·巴雷特
- 康斯坦絲·托爾斯（英语：Constance Towers） 飾 凯茜
- 金·埃文斯（英语：Gene Evans） 飾 博登
- 詹姆斯·貝斯特（英语：James Best） 飾 斯图尔特
- 哈·罗德（英语：Hari Rhodes） 飾 特倫特
- 拉里·塔克（英语：Larry Tucker） 飾 白尼亞齊
- 保罗·道保夫（英语：Paul Dubov） 飾 曼堅醫生
- 查克·罗伯逊（英语：Chuck Roberson） 飾 威尔克斯
- 比尔·扎科特（英语：Bill Zuckert） 飾 斯旺森
- 安必立 飾 方醫生[8]

## 評價及遺產
影評網站爛番茄根據其收集的16篇評論給予本片94%的新鮮度，平均得分为7.7 (滿分10分)。影评人倫納德·馬汀在四星滿分中給予了本片三星評價，稱其為一部「充滿強大而真實情感的通俗劇。」安德鲁·萨里斯称赞在本片「看似凌亂的劇情之下，是一部象徵著當今美国的幻覺寓言。又一部好莱坞著名的巴洛克B級片傑作。」
马丁·斯科塞斯表示本片是他2010年的電影《隔離島》的靈感來源。
本片受到美國影藝協會的以下肯定：
- 2001：AFI百年百大驚悚電影：提名[14]

## 小说化
在上映當時，贝尔蒙出版出版了一本由平裝書作家邁克爾·阿瓦洛改編的小說化劇本。但富勒曾試圖以抄襲為由阻止這本小說版的出版（雖然兩人都被記名為作者）。

## 在其他電影中提及
- 在同樣由托爾斯主演，富勒的下一部電影《裸吻（英语：The Naked Kiss）》中，巴士站附近的電影院正在上演《驚恐迴廊》。[7]
- 在《戲夢巴黎》的片頭中，主角在看的電影就是《驚恐迴廊》。